# Noemia incompta
Noemia incompta là một loài bọ cánh cứng trong họ Cerambycidae.